# Патрино (Вологодская область)
Патрино — упразднённая деревня в Вологодском районе Вологодской области. Исключена из учётных данных в 2024 году.
Входит в состав Кубенского сельского поселения, с точки зрения административно-территориального деления — в Кубенский сельсовет.

## География
Расстояние по автодороге до районного центра Вологды — 38 км, до центра муниципального образования Кубенского — 8 км. Ближайшие населённые пункты — Бузаково, Мартьяново, Селезнево.

## Население
| 2010 |
| ---- |
| 0    |

По данным переписи в 2002 году постоянного населения не было.